# 延秀生
延秀生（？—），中华人民共和国外交官，曾任中华人民共和国驻巴巴多斯特命全权大使。

## 生平
1992年，进入中华人民共和国外交部工作，先后在外交部亚洲司、驻芝加哥总领事馆、外交部新闻司、驻旧金山总领事馆、外交部办公厅任职，后任外交部办公厅参赞。2010年，任驻肯尼亚大使馆参赞。2013年，任外交部机关纪委书记。2018年1月，出任中华人民共和国驻巴巴多斯大使。2024年10月，自驻巴巴多斯大使离任。